# Selaginella selaginoides
Selaginella selaginoides là một loài dương xỉ trong họ Selaginellaceae. Loài này được L. P. Beauv. ex Mart. & Schrank mô tả khoa học đầu tiên năm 1829.

## Hình ảnh

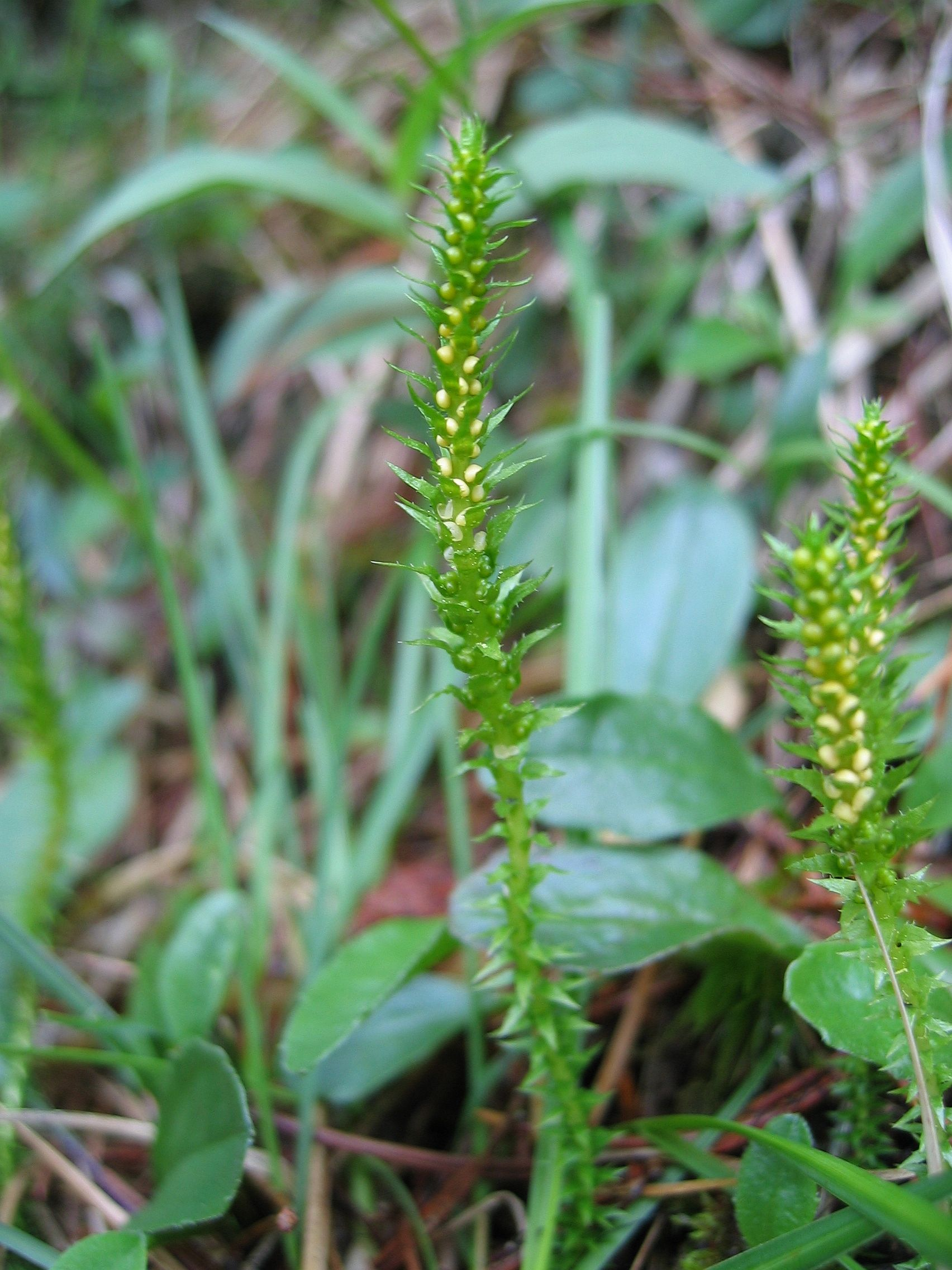
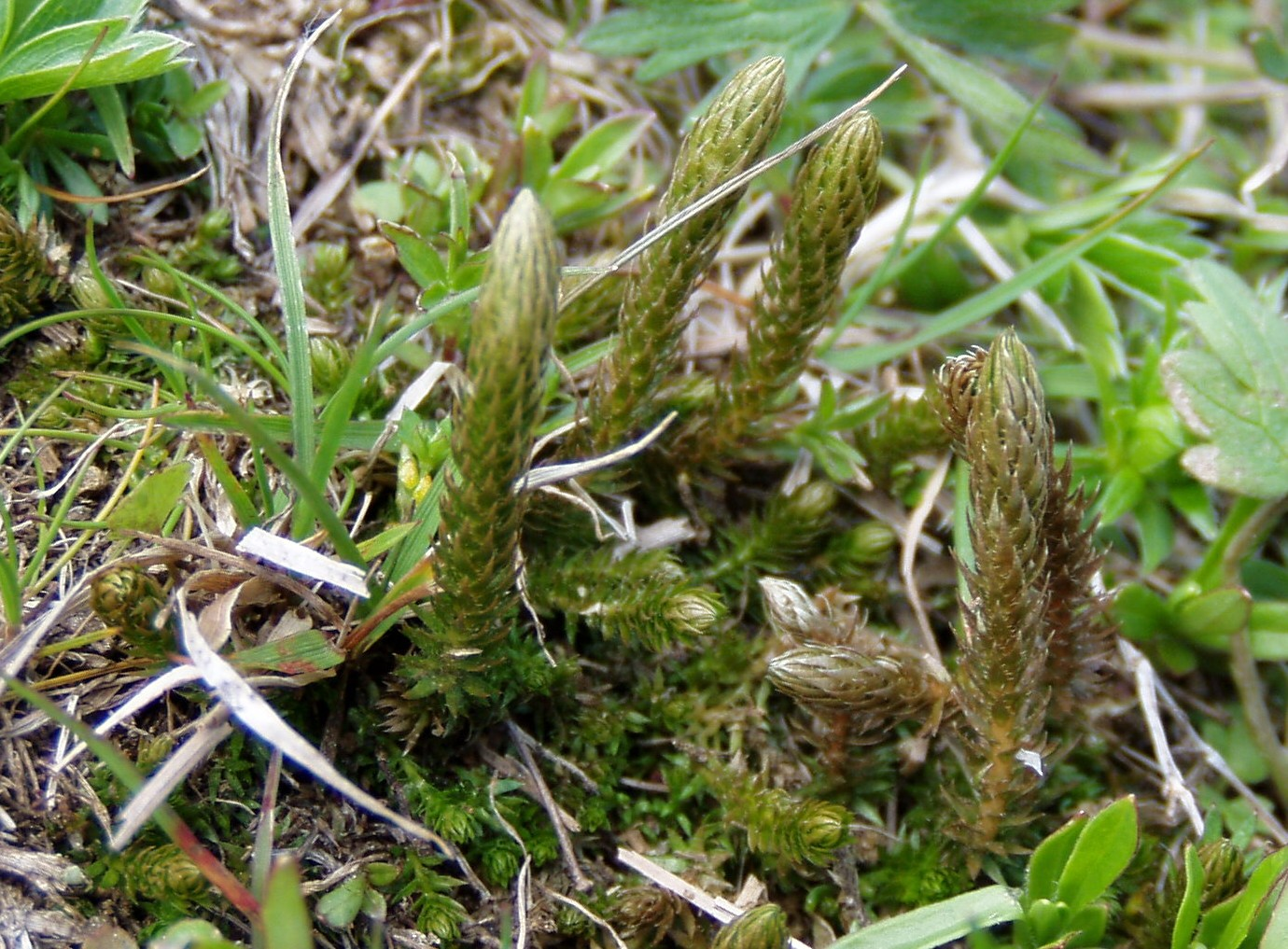
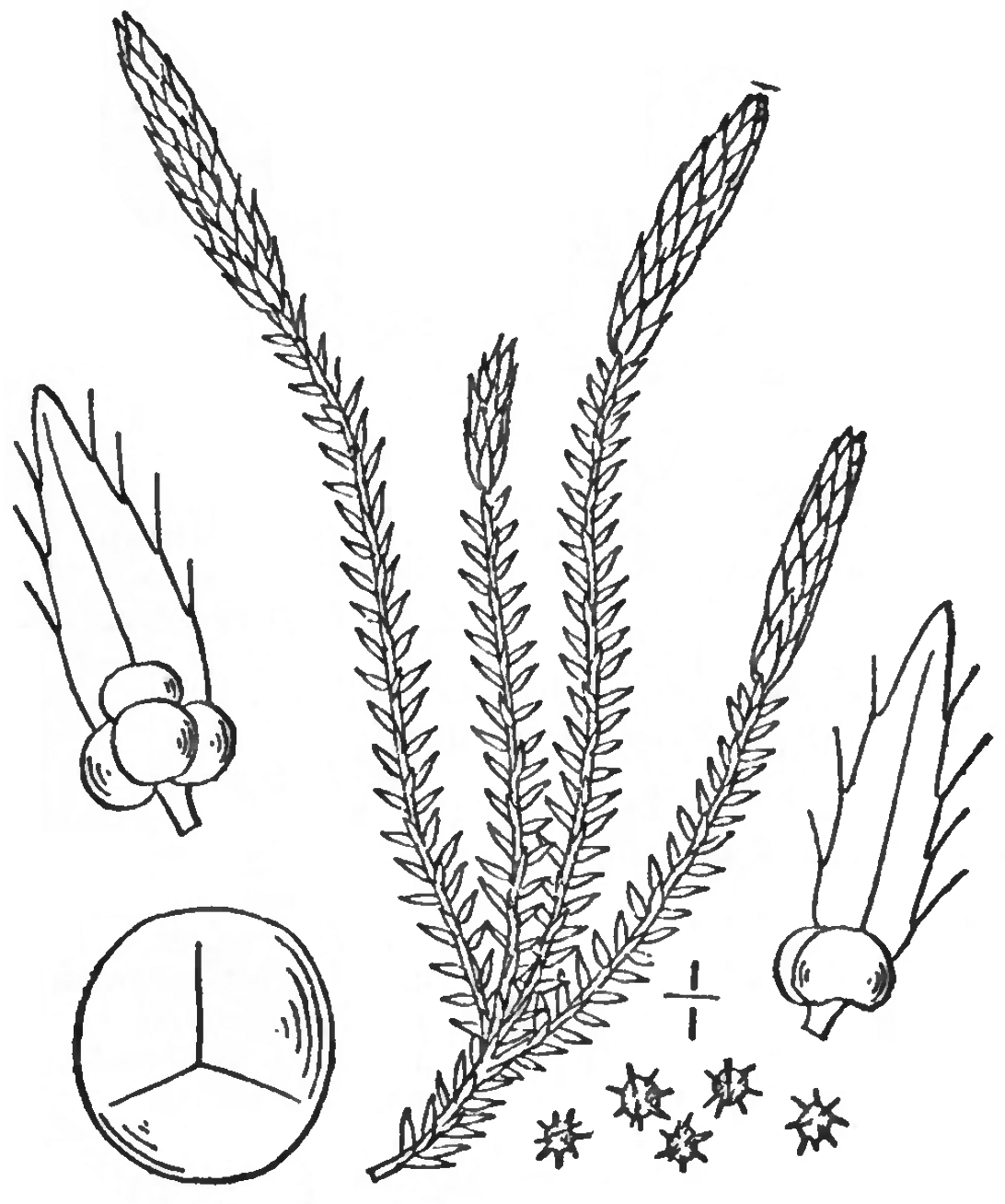
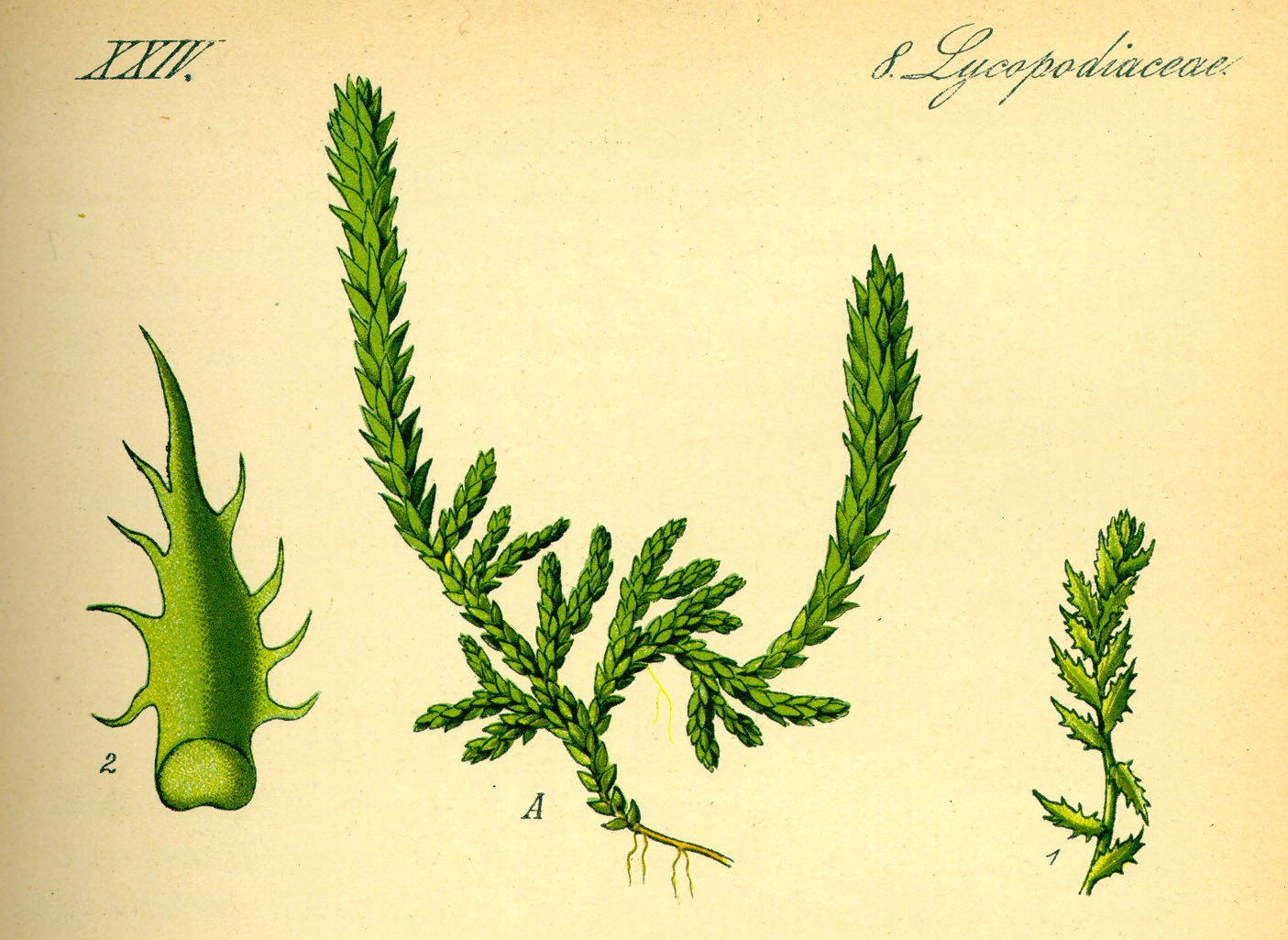